# Central eléctrica de carbón

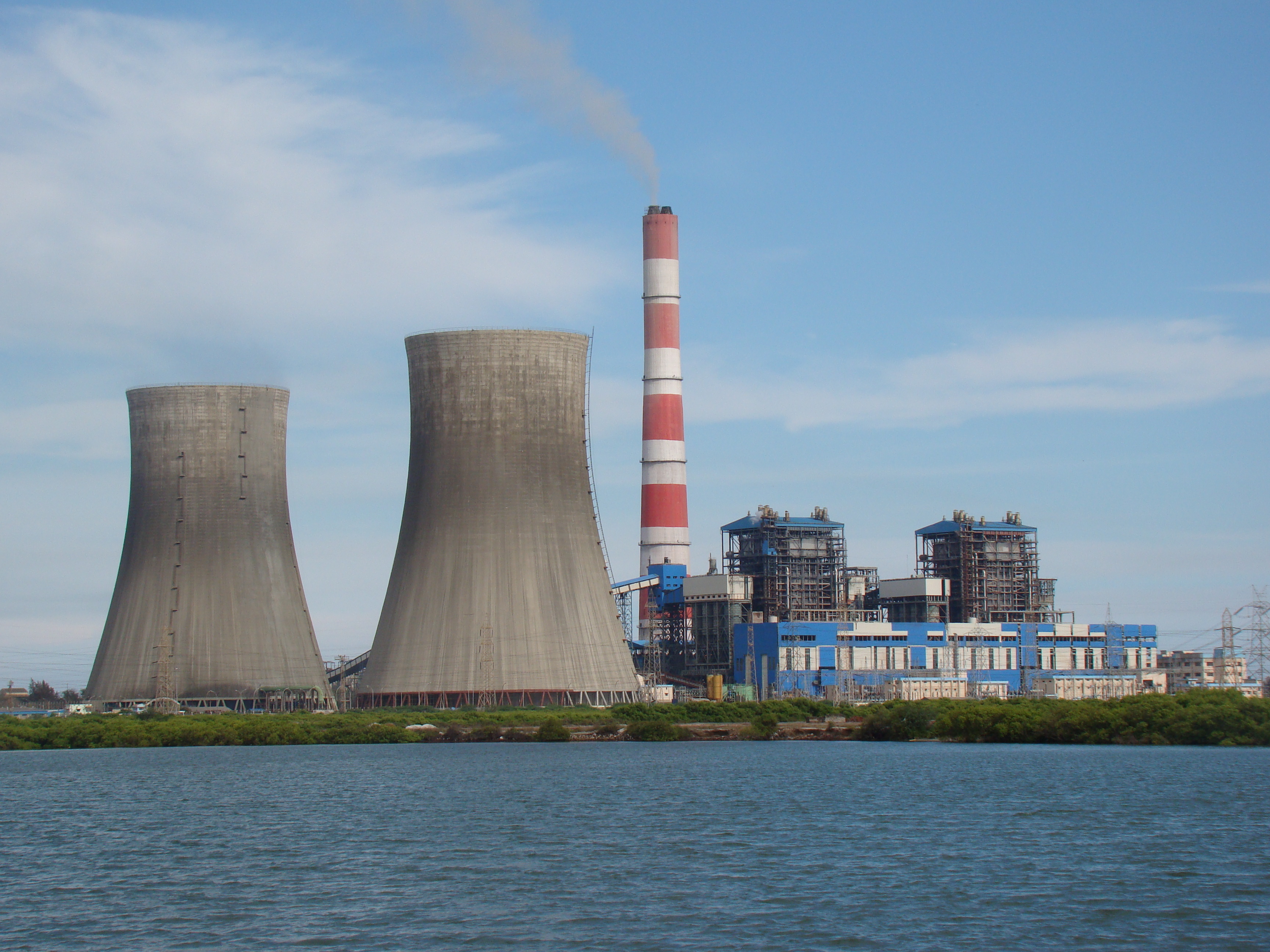
Central eléctrica de carbón en Tuticorin, India.

Las centrales eléctricas de carbón son aquellas centrales termoeléctricas que queman carbón para generar electricidad. Las centrales eléctricas de carbón generan más de un tercio de la electricidad mundial, pero causan cientos de miles de muertes tempranas cada año, principalmente por la contaminación atmosférica.

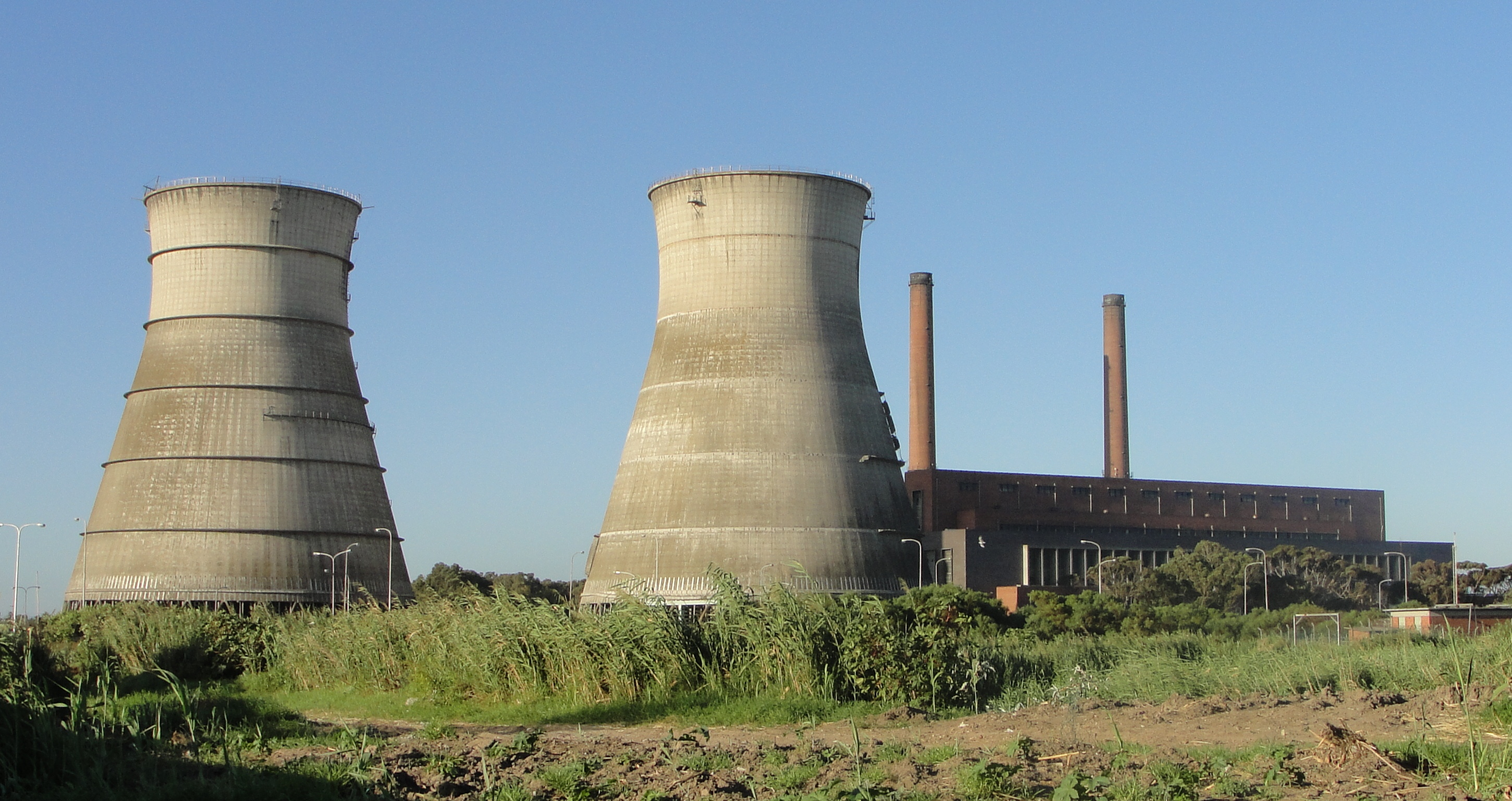
La antigua Central eléctrica de Athlone en Ciudad del Cabo, Sudáfrica.

Una central eléctrica de carbón es un tipo de central de combustible fósil. El carbón se pulveriza generalmente y luego se quema en una caldera de carbón pulverizado. El calor del horno transforma el agua de la caldera en vapor, que luego se utiliza para girar turbinas que giran generadores. Así, la energía química almacenada en el carbón se transforma sucesivamente en energía térmica, energía mecánica y, por último, energía eléctrica.

Las centrales eléctricas de carbón emiten más de 10 Giga toneladas de dióxido de carbono por año, casi una quinta parte de las emisiones totales, por lo que son la mayor fuente de gases de efecto invernadero que contribuyen en una medida todavía no especificada al calentamiento global. Si bien siendo retiradas en Europa y en partes de América, la generación eléctrica global a partir del consumo de carbón sigue aumentando,creció un 2% en 2023 y alcanzó un alta nunca antes vista de 2,130 gigawatts en 2023, duplicando así la capacidad que existía en 2000.

## Operación

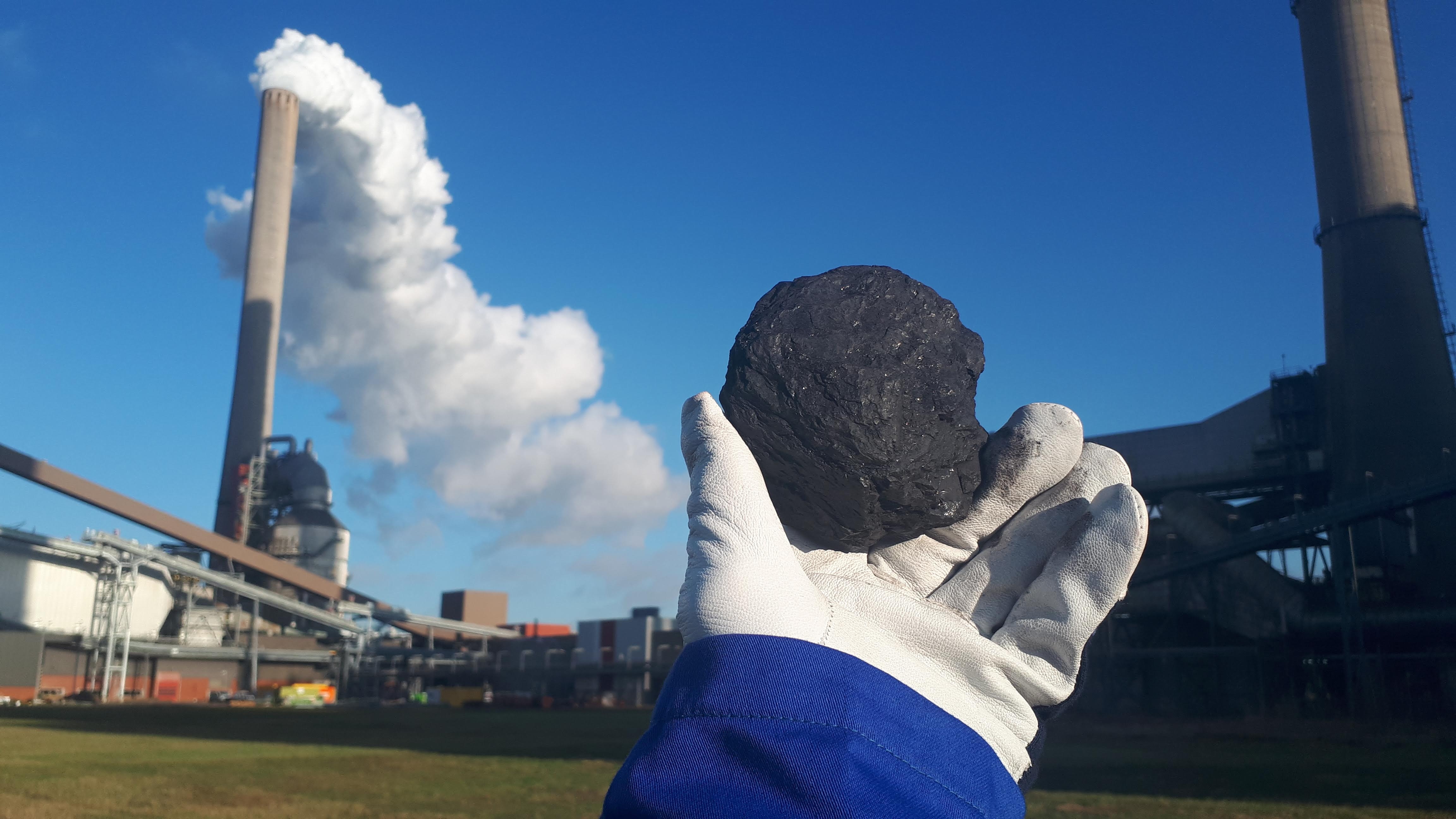
Un trabajador sostiene un trozo de carbón delante de una central eléctrica de carbón en los Países Bajos.

Una central eléctrica de carbón convierte la energía química almacenada en carbón sucesivamente en energía térmica, energía mecánica y, por último, energía eléctrica. El carbón se pulveriza generalmente y luego se quema en una caldera de carbón pulverizado. El calor del horno convierte el agua de la caldera en vapor, que luego se utiliza para girar turbinas que giran generadores. En comparación con una central térmica que quema otros tipos de combustible, se requiere el procesamiento de combustible específico de carbón y la eliminación de cenizas.

## Partes

Partes o componentes de una central eléctrica de carbón.

A continuación se muestran las partes principales que tiene una central eléctrica de carbón: 
- Cinta transportadora
- Casas de maquinaria
- Subestación eléctrica con un transformador
- Limpieza de gases de combustión
- Casas de calderas
- Torres de refrigeración
- chimeneas
- Zonas libres para almacenar combustibles
- Plantas para la producción y tratamiento

## Contaminación de la carboelectrica

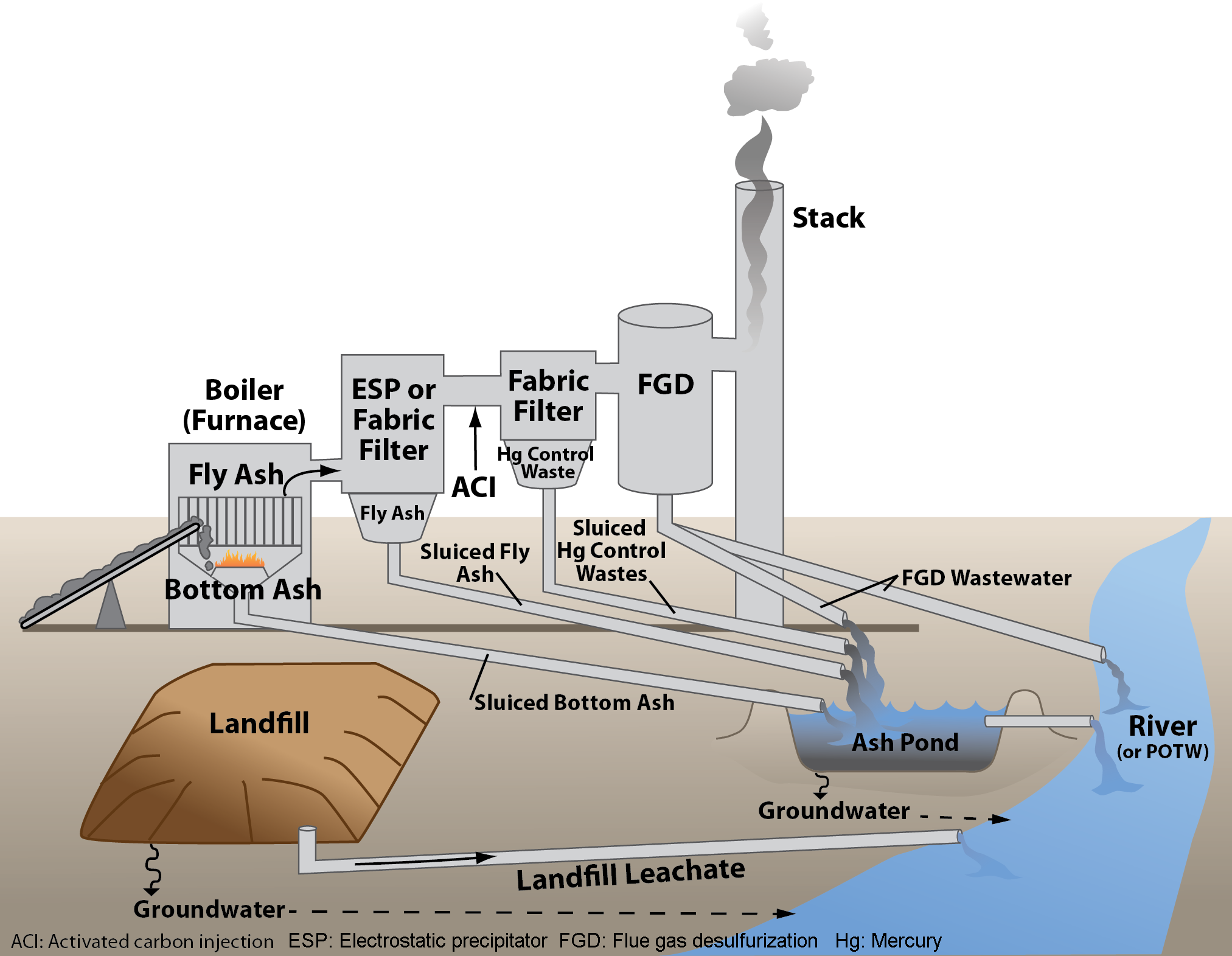
Flujos de residuos de centrales de carbón

En algunos países, la contaminación se controla mediante las mejores técnicas disponibles, por ejemplo las de la Unión Europea, a través de su Directiva sobre emisiones industriales.  
En los Estados Unidos, las plantas de carbón se rigen a nivel nacional por varias reglamentaciones sobre contaminación del aire, incluida la regulación de las Normas sobre Mercurio y Tóxicos del Aire (MATS), directrices de efluentes para la contaminación del agua, y por reglamentos de residuos sólidos en virtud de la Ley de Conservación y Recuperación de Recursos (RCRA). 
Las centrales eléctricas de carbón siguen contaminando en países ligeramente regulados como los Balcanes, India, Rusia y Sudáfrica, cientos de miles de muertes tempranas cada año.